# Metaphycus maritimus
Metaphycus maritimus är en stekelart som beskrevs av Sugonjaev 1977. Metaphycus maritimus ingår i släktet Metaphycus och familjen sköldlussteklar. Inga underarter finns listade i Catalogue of Life.